# تناکس ۲
تناکس ۲ (به انگلیسی: Tenax II) یک دوربین عکاسی ساخت شرکت کارل زایس است.